# ジェネシス・GMR-001
ジェネシス・GMR-001 (Genesis GMR-001) は、ヒョンデが高級車ブランドであるジェネシスの名で、ル・マン・デイトナ・h （LMDh）規定に基づき、FIA 世界耐久選手権（WEC）、IMSA スポーツカー選手権（IMSA）への参戦用に開発中のプロトタイプ・レーシングカー。

## 概要
2024年9月、ヒョンデはオレカをシャシーサプライヤーとして、ジェネシスブランドでスポーツカーレースに参戦すると発表した。
ジェネシスは12月に、ドバイで行われたイベントでジェネシス・マグマ・レーシングが2026年にFIA 世界耐久選手権へ、翌年の2027年にIMSA スポーツカー選手権へそれぞれ参戦することを発表。加えて、マシン名称が「GMR-001」と命名されたことも併せて発表された。エンジンは世界ラリー選手権でヒョンデ・i20 N ラリー1に使用している直列4気筒 1.6 L ターボをV型8気筒 3.2 L ツインターボ化し、搭載する予定であるとチーム代表のシリル・アビテブールがコメントした。
ドライバーは、アンドレ・ロッテラーがポルシェ陣営から移籍し、新たに2023年のIMSAチャンピオンであるピポ・デラーニが加わり、同時に2人がGMR-001の開発を進めていくことも発表された。また参戦に先立ち、ジェネシスはIDECスポーツと開発パートナーシップを組み2025年のヨーロピアン・ル・マン・シリーズ（LMP2クラス）に参戦し、ローガン・サージェントとジェイミー・チャドウィック、マティス・ジョベールの3人がオレカ・07をドライブすると発表された。しかし2月19日に、サージェントのIDECスポーツ離脱を発表。代役として、ダニエル・ジュンカデラが加入した。